# Tropanol
Tropanol, též zvaný tropin, je heterocyklický alkohol, obsažený v některých tropanových alkaloidech, obsažených v řadě druhů rostlin z čeledi lilkovitých (Solanaceae). Jedná se o bílou krystalickou látku, se slabě zásaditou reakcí, dobře rozpustnou ve vodě, která je jedovatá. V alkaloidech je vázán ve formě esteru na některou z aromatických karboxylových kyselin, např.: kyselinu tropovou, mandlovou nebo benzoovou. Některé tropanové alkaloidy místo tropanolu obsahují jeho deriváty.

## Výskyt v přírodě
Tropanol je součástí těchto alkaloidů:
- atropin
- apoatropin
- belladonnin
- L-hyoscyamin
- kokain

## Původ jména
Odvozen od názvu alkaloidu atropinu, jehož je součástí.